# لويزا ماريا كوكوليزا
لويزا ماريا كوكوليزا (من مواليد 9 مارس 1942) هي سياسية من بيرو، وعضوة في الكونغرس تمثل ليما لفترتين بين عامي 2006 و2016.

## الحياة السياسية
من عام 1993 إلى عام 1999 كانت عمدة لمقاطعة سان بورخا في ليما. شغلت منصب وزيرة النهوض بالمرأة والتنمية الاجتماعية من 1999 إلى 2000 في عهد الرئيس ألبرتو فوجيموري. من 2004 إلى 2010 شغلت منصب سكرتيرة حزب سي كومبيل، ومنسقة للحكومات المحلية والإقليمية للحزب، وكانت المرشحة لمنصب النائب الأول للرئيس على بطاقة الحزب بقيادة فوجيموري في انتخابات 2006 والتي تم رفضها بسبب حظر على الرئيس السابق. ومع ذلك تم انتخابها لعضوية الكونغرس في دائرة ليما على قائمة التحالف من أجل المستقبل.
في انتخابات 2011 أعيد انتخابها لولاية أخرى مدتها خمس سنوات، وهذه المرة في حزب فويرزا 2011.